# Мировни планови прије и током Рата у БиХ
Четири велика међународна мировна плана прије и током Рата у Босни и Херцеговини нуђена су од стране дипломата Европске економске заједнице и Организације уједињених нација, док је сам сукоб ријешен Дејтонским мировним споразумом 1995. године.
Било је такође муслиманских, српских и хрватским приједлога за реорганизацију Босне и Херцеговине.

## Историја
Још за вријеме постојања Југославије, Срби су на простору Хрватске и Босне и Херцеговине формирали Српске аутономне области, које су биле аутономне и касније постале независне. Од српских аутономних области у Хрватској ће настати Република Српска Крајина, а од области у Босни и Херцеговине Српска Република Босна и Херцеговина.
Како су етничке тензије расле, један од првих муслиманских приједлога је било оснивање три ентитета унутар Босне и Херцеговина, а план су саопштили 25. јуна 1991. године. План је предлагао стварање муслиманског, српског и хрватског ентитета.
Други план је предлаган од стране муслиманске Странке демократске акције и хрватске Хрватске демократске заједнице БиХ, у августу 1992. године. Планом је замишљено успостављање дванаест кантона која не би имали право на аутономију.

## Споразум Караџић—Филиповић
Споразум Караџић—Филиповић, познат и као Српско-муслимански „историјски споразум”, био је споразум муслиманских представника предвођених Мухамедом Филиповићем и српских представника превођених Радованом Караџићем. Преговори су вођени током љета 1991. године, а споразум је потписан у јулу исте године. Први пут је објављен у Београду 2. августа 1991.
Преговоре је покренула муслиманска страна коју су представљали Мухамед Филиповић и Адил Зулфикарпашић, уз одобрење Алије Изетбеговића. Разлог покретања преговора био је распад Југославије, од које су се већ отцијепиле Словенија, Хрватска и Македонија. Жељели су уредити односе СР Босне и Херцеговине са остатком Југославије и осигурати пуну равноправност Муслимана са осталим народима, у којој су жељели остати због знатног број Муслимана у Санџаку. Инсистирали су на територијалној цјеловитости Босне и Херцеговине, што је био минимум захтјева у преговорима.
Радован Караџић је прихватио преговоре, а као минимум српских захтјева истакао је жељу Срба да остану у једној држави, без обзира на њену форму. На српској страни преговарачи су били Никола Кољевић, Момчило Крајишник и Биљана Плавшић. Основна начела преговора била су да Босна и Херцеговина остане у Југославији, чиме би се реализовао најважнији циљ српске политике, а задржи пуни суверенитет, остане у својим границама са статусом државе која са осталим члановима заједничке државе има спољашњу политику, војску, царине, новац и општу економску политику, док би у осталим погледима била самостална.

## Карингтон—Кутиљеров план
Карингтон-Кутиљеов план, назван по ауторима Питеру Карингтону и Хосеу Кутиљеру, је био резултат мировне конференције одржане у фебруару 1992, у покушају да се спријечи Рат у БиХ. Познат је још и као Лисабонски споразум. План је предлагао етничку консолидацију на свим административним нивоима и давање већих овлашћења локалним властима на штету централне власти. Међутим, сви окрузи би било класификовани као муслимански, српски и хрватски, чак и ако не би постојала одређена етничка већина.
Народна скупштина Српске Републике Босне и Херцеговине је 11. марта 1992. једногласно одбацила план, предлажући нови план по коме би Срби имали контролу на око двије трећине Босне и Херцеговине, стварајући тиме муслиманске и хрватске енклаве без територијалног јединства. Овај план је одбио Кутиљеро, али је изнео приједлог у коме је стајало да ће три националне јединице бити „засноване на националним принципима, узимајући у обзир економске, географске и друге критеријуме“.
Дана 18. марта 1992. године, све три стране су потписале споразум, Алија Изетбеговић је за Муслимане, Радован Караџић за Србе и Мате Бобан за Хрвате.
Дана 28. марта 1992. године, након састанка са америчким амбасадором у Југославији Вореном Цимерманом у Сарајеву, Изетбеговић је повукао свој потпис и исказао своје противљење било каквој подјели Босне и Херцеговине.

## Венс—Овенов план
Почетком јануара 1993. године, специјални изасланик Генералног секретара ОУН-а Сајрус Венс и представник Европске заједнице Дејвид Овен су започели преговоре о миру са зараћеним странама. Приједлог, који ће постати познат као „Венс—Овенов мировни план“, дијели БиХ на десет полуаутономних области и био је подржан од стране ОУН-а. Иако је предсједник Републике Српске Радован Караџић прихватио споразум 30. априла, Народна скупштина га је одбила 6. маја и накнадно одлуку пренијела на референдум. Гласачи су на референдуму већином од 96% одлучили да не прихватају план, означавајући га као „варку“. Дејвид Овен је план 18. јуна прогласио „мртвим“.
Имајући у виду темпо којим су се развијале прилике у БиХ током рата, план је застарио и прије објављивања. То је био посљедњи приједлог који је требало да сачува јединствену БиХ; остали приједлози су нудили њену подјелу.
Сајрус Венс је 1. априла најавио своју оставку на мјесто специјалног изасланика Генералног секретара ОУН-а. На том мјесту га је 1. маја замијенио норвешки министар спољашњих послова Торвалд Столтенберг.
Венс—Овенов план није имао јасно одређене границе десет кантона, јер су се очекивале коначне одлуке преговора између три етничке групе.

## Овен—Столтенбергов план
Крајем јула 1993. године представници зараћених страна у Рату у БиХ су ушли у нову рунду преговора. Специјални изасланик Генералног секретара ОУН-а Торвалд Столтенберг и представник Европске заједнице Дејвид Овен су представили нову карту подјеле БиХ на три етничке мини-државе, по којом би Срби имали контролу на 52 % територије БиХ, Муслимани око 30 %, а Хрвати осталих 18 %. Муслимани су 29. августа одбили овај план.

## План Контакт групе
Између фебруара и октобра 1994. године Контакт група је остварила стабилан напредак у споразумном рјешавању Рата у БиХ. Напредак је познат као план Контакт групе, а предвиђао је државно уређење по коме би Србима припало 49% територије, што је било за трећину мање од онога што су контролисали. Над њима је вршен јак притисак како би прихватили план, а један од начина притиска био је и ембарго на Дрини. План је одбијен на референдуму 28. августа 1994. године са већином од 96,66%.
Током овог периода, сукоби између Хрвата и Муслимана су завршени у марту 1994, када су двије сукобљене стране потписале Вашингтонски споразум.

## Вашингтонски споразум
Вашингтонски споразум је споразум о прекиду ватре између зараћених страна Републике Хрватске, Херцег-Босне и Републике Босне и Херцеговине. Споразум је потписан у Вашингтону 18. марта 1994, а ратификован касније у Бечу. Споразум је потписан од стране премијера промуслиманске владе Босне и Херцеговине Хариса Силајџића, хрватског министра иностраних послова Мате Гранића и председника Херцег-Босне Крешимира Зубака. Према споразуму, комбинована територија под контролом хрватских и промуслиманских снага је подељена на десет аутономних кантона, и успоставља се Федерација Босне и Херцеговине. Кантонални систем се успоставља са циљем да спречи доминацију једне етничке групе над другом.

## Дејтонски споразум
Општи оквирни споразум за мир у Босни и Херцеговини, познатији као Дејтонски мировни споразум, мировни је споразум постигнут у ваздухопловној бази Рајт-Патерсон код Дејтона, у америчкој држави Охајо, а којим је прекинут Рат у Босни и Херцеговини (1992—1995). По овом споразуму, БиХ подијељена на два дијела: Федерацију Босне и Херцеговине и Републику Српску.
Конференција је трајала од 1. до 21. новембра 1995. године. Главни учесници су били тадашњи предсједник Републике Србије Слободан Милошевић, предсједник Републике Босне и Херцеговине Алија Изетбеговић, предсједник Републике Хрватске Фрањо Туђман, амерички посредник Ричард Холбрук и генерал Весли Кларк. Споразум је званично потписан у Паризу 14. децембра.